# Morti nel 1510
| Questa pagina contiene informazioni ricavate automaticamente dalle voci biografiche con l'ausilio del template Bio e di un bot. L'aggiornamento è periodico e automatico e ricostruisce completamente la pagina. Se manca una persona in questa lista, sei pregato di non aggiungerla, ma accertati piuttosto che la sua voce biografica contenga il template Bio e che i dati anagrafici siano correttamente compilati. Se il template Bio manca, inseriscilo tu stesso o, in alternativa, metti l'avviso {{tmp\|Bio}} che ne segnala la mancanza. Se i dati riportati sono sbagliati, correggi direttamente la voce biografica; le modifiche saranno visibili in questa lista entro pochi giorni. Per chiarimenti vedi il progetto biografie. La lista contiene solo le 65 persone che sono citate nell'enciclopedia e per le quali è stato implementato correttamente il template Bio. Pagina aggiornata al 31 ago 2024. |

## Gennaio(1)
- 27 gennaio - Niccolò Orsini, condottiero italiano (n. 1442)

## Febbraio(4)
- 1º febbraio - Sidonia di Boemia, nobile cecoslovacca (n. 1449)
- 8 febbraio - Francesco Bianchi, pittore italiano (n. 1447)
- 24 febbraio - Marco de' Marconi, religioso italiano (n. 1480)
- 28 febbraio - Juan de la Cosa, navigatore spagnolo

## Marzo(6)
- 1º marzo - Francisco de Almeida, esploratore e militare portoghese (n. 1450)
- 3 marzo - Ottaviano Gabrielli di Montevecchio, nobile italiano
- 10 marzo - Johann Geiler von Kaysersberg, presbitero e predicatore svizzero (n. 1445)
- 12 marzo - Mihnea I cel Rău, principe rumeno (n. 1462)
- 22 marzo - Fazio Giovanni Santori, cardinale e vescovo cattolico italiano (n. 1447)
- 27 marzo - Beatrice di Frangipan, nobildonna croata (n. 1480)

## Aprile(3)
- 1º aprile - Alessandro II di Imerezia, sovrano georgiano
- 10 aprile - Jacopo IV Appiano, nobiluomo italiano (n. 1459)
- 19 aprile - Ulrich Fugger il Vecchio, banchiere e mercante tedesco (n. 1441)

## Maggio(3)
- 1º maggio - Giuliano Cesarini, cardinale italiano (n. 1466)
- 17 maggio - Sandro Botticelli, pittore italiano (n. 1445)
- 25 maggio - Georges I d'Amboise, cardinale, arcivescovo cattolico e politico francese (n. 1460)

## Luglio(5)
- 3 luglio - Rinaldo Orsini, arcivescovo cattolico italiano
- 10 luglio - Caterina Corner, sovrana (n. 1454)
- 14 luglio - Antonio Zarotto, tipografo italiano (n. 1450)
- 25 luglio - Uesugi Akisada, militare giapponese (n. 1454)
- 27 luglio - Giovanni Sforza, condottiero italiano (n. 1466)

## Agosto(3)
- 17 agosto - Edmund Dudley, politico britannico (n. 1462)
- 22 agosto - Domenico da Cesariano, religioso italiano (n. 1450)
- 25 agosto - Liu Jin, funzionario cinese (n. 1451)

## Settembre(3)
- 15 settembre - Caterina da Genova, mistica e veggente italiana (n. 1447)
- 17 settembre - Giorgione, pittore italiano (n. 1478)
- 18 settembre - Ursula del Brandeburgo, duchessa (n. 1488)

## Ottobre(3)
- 2 ottobre - Shimazu Tadaharu, militare giapponese (n. 1498)
- 5 ottobre - Giovanni Stefano Ferrero, cardinale e vescovo cattolico italiano (n. 1474)
- 17 ottobre - Johannes Bonemilch, vescovo cattolico tedesco

## Novembre(1)
- 11 novembre - Bohuslav Hasištejnský z Lobkovic, scrittore e umanista boemo (n. 1461)

## Dicembre(4)
- 2 dicembre - Muhammad Shaybani, politico e militare uzbeko (n. 1451)
- 9 dicembre - Luis Juan de Milá, cardinale e vescovo cattolico spagnolo
- 14 dicembre - Federico di Sassonia, nobile tedesco (n. 1473)
- 31 dicembre - Bianca Maria Sforza, nobile italiana (n. 1472)

## Senza giorno specificato(29)
- Alfonso d'Aragona, vescovo cattolico italiano (n. 1460)
- Citolo da Perugia, condottiero italiano (n. 1470)
- Diego Guillén de Ávila, religioso, traduttore e scrittore spagnolo (n. 1455)
- Johann von Waldburg-Sonnenberg, nobile tedesco (n. 1470)
- Gabriele d'Agnolo, architetto italiano
- Giovanna d'Aragona, nobile italiana (n. 1477)
- Aniello Arcamone, politico italiano
- Angelina Arianit Komneni, principessa e santa serba
- Jacopo Bardella, corsaro italiano
- Francesco Bruni, giurista e giudice italiano
- Paolo Cortesi, scrittore italiano (n. 1471)
- Giovanni Cotta, scrittore e umanista italiano
- Wennemar von Dellwig
- Gian Giacomo Dolcebuono, scultore e architetto italiano
- Baldassarre d'Este, pittore italiano (n. 1432)
- Jean De Candida, medaglista e diplomatico italiano (n. 1445)
- Ludovico Mantegna, pittore italiano
- Orlando Merlini, pittore italiano
- Guglielmo Raimondo VI Moncada, nobile, politico e militare italiano (n. 1465)
- Dionigi Naldi, condottiero italiano (n. 1465)
- Luigi Paladini, diplomatico italiano
- Aldello Piccolomini, vescovo cattolico italiano
- Ambrogio Romano, vescovo cattolico italiano
- Nicolò Rondinelli, pittore italiano
- Giovanni Sabadino degli Arienti, scrittore e politico italiano
- Castellino Visconti Aicardi, condottiero italiano
- Rocco Zoppo, pittore italiano (n. 1450)
- Giovanni Ludovico della Rovere, vescovo cattolico italiano
- Bonifazio di Andrea, politico sammarinese